# Antoine Laurent de Jussieu

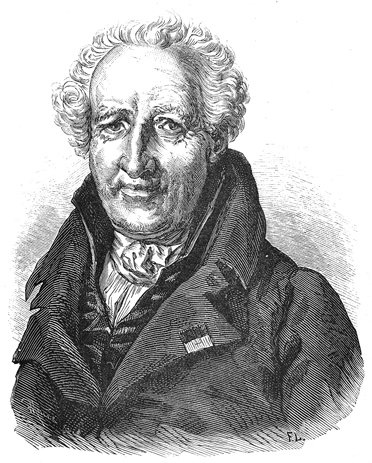
Chân dung Antoine-Laurent de Jussieu

Antoine Laurent de Jussieu (12/4/1748 - 17/9/1836) là một nhà thực vật học người Pháp.
Trong công trình nghiên cứu của mình về thực vật có hoa, Genera Plantarum (1789), Jussieu đã phân loại nhiều họ thực vật mà ngày nay còn sử dụng. Trước ông, Linnaeus đã phân loại thực vật thành các họ dựa trên số lượng nhị và nhụy hoa. Điều này đã dẫn đến tình trạng đặt nhiều thực vật không có quan hệ họ hàng gì cùng với nhau và chia tách nhiều thực vật có quan hệ họ hàng ra khỏi nhau. Jussieu phân loại thực vật dựa trên hệ thống tự nhiên (hình thái học).
Jussieu sinh tại Lyon, là cháu của nhà thực vật học Bernard de Jussieu. Ông tới Paris để học ngành y và tốt nghiệp trường này năm 1770. Năm 1763, ông trình bày tại Viện hàn lâm khoa học Pháp công trình nghiên cứu của ông trong việc xem xét các họ của bộ Mao lương (Ranuculales). Công trình nghiên cứu này đã làm cho Viện hàn lâm nhận ông vào làm việc sau này. Năm 1770, ông thay thế Louis-Guillaume Monnier tại trạm thuyết minh của Vườn hoàng gia (Jardin du roi). Ông đã phát triển các ý tưởng của bác mình là Bernard de Jussieu về phân loại thực vật theo một hệ thống dựa trên hình thái học của chúng. Năm 1794, ông được cử làm giám đốc Viện bảo tàng lịch sử tự nhiên quốc gia (Pháp) mới thành lập và ông đã cho lập thư viện tại đây. Ông cũng từng làm việc tại Vườn thực vật Paris (Jardin des Plantes de Paris) từ năm 1770. Từ năm 1804 tới năm 1826, ông là giáo sư về thực vật học tại Faculté de Médecine Paris. Năm 1829, ông trở thành thành viên nước ngoài của Hội hoàng gia London. Con trai ông, Adrien-Henri, cũng trở thành một nhà thực vật học. Ông mất năm 1836 tại Paris.

## Công trình
- Genera Plantarum, secundum ordines naturales disposita juxta methodum in Horto Regio Parisiensi exaratam, anno 1774. MS. notes. Parisiis, 1789.